# Moncé-en-Belin
Moncé-en-Belin település Franciaországban, Sarthe megyében. Lakosainak száma 3699 fő (2022. január 1.). Moncé-en-Belin Arnage, Spay, Yvré-le-Pôlin, Guécélard, Mulsanne és Laigné-Saint-Gervais községekkel határos.

## Népesség
A település népességének változása:
| Lakosok száma | 3498 | 3620 | 3705 | 3670 | 3738 | 3703 | 3669 | 3675 | 3699 |
|               | 2013 | 2015 | 2016 | 2017 | 2018 | 2019 | 2020 | 2021 | 2022 |